# 纳塔利娅·科特
纳塔利娅·科特（波蘭語：Natalia Kot，1938年6月29日—），波兰女子竞技体操运动员。她曾代表波兰参加1956年和1960年夏季奥林匹克运动会体操比赛，其中1956年奥运会获得一枚铜牌。